# Cabela's Dangerous Hunts 2013
Cabela's Dangerous Hunts 2013 is een first-person shooter ontwikkeld door Cauldron en uitgebracht door Activision voor de PlayStation 3, Xbox 360, Microsoft Windows en Wii. Het computerspel verscheen op 23 oktober 2012. Een port voor de Wii U verscheen op 4 december 2012.
Het spel volgt het verhaal van Jacob Marshall, die probeert te jagen in Afrika terwijl hij zich een oude jachtreis herinnert in Alaska met zijn vader en broer.